# Museu Histórico de Igarassu

Localizado no Sítio Histórico de Igarassu, município de Igarassu, em Pernambuco, o Museu Histórico de Igarassu tem origem em 24 de janeiro de 1954 com a criação da "Galeria da Restauração Pernambucana'' pelo então presidente do Instituto Histórico de Igarassu, Dr. José Eduardo da Silva Brito. Através de doações feitas à Instituição e aquisição de peças pelos membros do Instituto Histórico de Igarassu, o acervo foi sendo composto, chegando a sua composição atual. Em 1958, os membros do Instituto Histórico adquiriram três casa do século XVIII, movendo o acervo para o novo local, onde localiza-se o Museu desde então. As peças em exposição fazem referência ao passado colonial e oitocentista do município de Igarassu.